# Artèria femoral
L'artèria femoral (TA: arteria femorali ) és una artèria que s'origina com a continuació de l'artèria ilíaca externa.

## Branques
- Artèria subcutani abdominal.[1]
- Artèria pudenda externa superior.[1]
- Artèria pudenda externa inferior.[1]
- Artèries accessòries del quàdriceps .[1]
- Artèria anastomòtica magna.[1]
- Artèria femoral profunda.[1]

## Trajecte
És una artèria de la cuixa. Prové i és continuació de la ilíaca externa, que es converteix en femoral després de passar el lligament inguinal. Recorre la part anterior de la cuixa i després es dirigeix cap enrere passant per un buit que queda entre els músculs adductors fins a arribar a la regió poplítia (darrere del genoll), on rep el nom d'artèria poplítia.

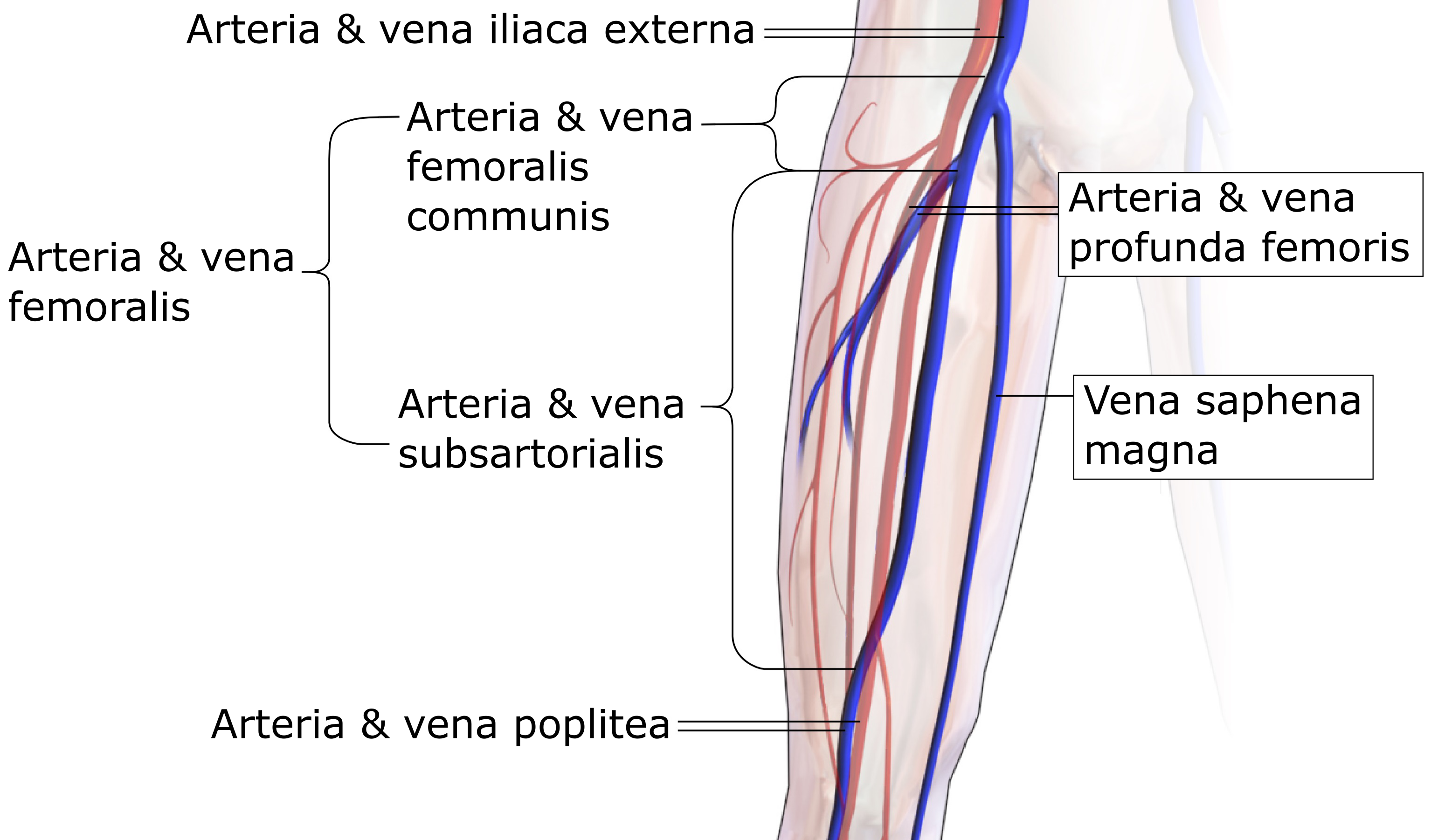
Segments.

- Segments.[2]

## Distribució
Es distribueix cap a la porció inferior de la paret abdominal, els genitals externs i l'extremitat inferior (porció superior de la cuixa, genoll i cama). Continua amb l'artèria poplítia.